# یواس‌اس اس-۴۸ (اس‌اس-۱۵۹)
یواس‌اس اس-۴۸ (اس‌اس-۱۵۹) (به انگلیسی: USS S-48 (SS-159)) یک زیردریایی بود که طول آن ۲۴۰ فوت (۷۳ متر) بود. این زیردریایی در سال ۱۹۲۱ ساخته شد.